# Smartoptics
Smartoptics (Smartoptics Group AS) — скандинавська компанія, що пропонує оптичні мережеві рішення та пристрої.
Компанія постачає активні й пасивні волоконно-оптичні технології та компоненти для телекомунікаційної галузі.
Smartoptics обслуговує клієнтів по всьому світу.
Компанія співпрацює з провідними постачальниками технологій та мережевих рішень, такими як Brocade, Cisco та Dell, і має глобальне охоплення завдяки понад 100 діловим партнерам.
Клієнтська база компанії налічує тисячі підприємств, державних установ, хмарних провайдерів, інтернет-обмінників, а також кабельних і телекомунікаційних операторів.

## Продукти
Smartoptics пропонує такі групи продуктів:
- Flexible Open Line Systems — гнучкі та перспективні системи відкритих ліній для DCI й мереж мегаполісів з підтримкою IP-over-DWDM[en].
- Modular Transponders & Muxponders — забезпечують транспорт першого рівня для багатофункціонального та масштабованого розширення мережі.
- Multiplexers & OADMs — забезпечують максимальне використання темного волокна[en] за допомогою новітньої технології мультиплексора та OADM[en].
- SoSmart Software Suite — набір інструментів для керування продуктами Smartoptics для використання у відкритому багаторівневому середовищі та середовищі багатьох постачальників.
- Optical Transceivers — повний асортимент оптичних трансиверів для задоволення різноманітних мережевих потреб.